# Ушкудык
Ушкуды́к (каз. Үшқұдық, до 2011 г. — Богословка) — село в Алгинском районе Актюбинской области Казахстана. Административный центр Ушкудукского сельского округа. Код КАТО — 153241100.

## История
5 июля 1933 образован Ключевой район с районным центром в селе Ключевое.
1 октября 1938 года районный центр Ключевого района перенесён из села Ключевое в рабочий посёлок Алга.
15 декабря 2010 года село Богословка Ушкудыкского сельского округа Алгинского района Актюбинской области переименован в село Ушкудык.

## Население
| Численность населения | Численность населения | Численность населения | Численность населения |
| 1989                  | 1999                  | 2009                  | 2021                  |
| --------------------- | --------------------- | --------------------- | --------------------- |
| 1480                  | ↘1299                 | ↘1032                 | ↗1346                 |

В 1989 году население села составляло 1480 человек. Национальный состав: казахи — 26 %, русские — 25 %, украинцы — 24 %.
В 1999 году население села составляло 1299 человек (644 мужчины и 655 женщин). По данным переписи 2009 года, в селе проживали 1032 человека (499 мужчин и 533 женщины). По данным переписи 2021 года, в селе проживало 1346 человек (692 мужчин и 654 женщин).